# Mike Krzyzewski
Michael William Krzyzewski (* 13. Februar 1947 in Chicago, Illinois) ist ein ehemaliger US-amerikanischer Basketballtrainer. Insgesamt 42 Jahre trainierte er die Blue Devils der Duke University in Durham, North Carolina. Aufgrund seines Nachnamens wird er oft einfach nur Coach K genannt. Krzyzewskis Vorfahren stammen ursprünglich aus Polen. Von 2006 bis 2016 trainierte er zudem, parallel zu seiner Collegetätigkeit, die Nationalmannschaft der Vereinigten Staaten.

## Karriere
Krzyzewski wuchs in Chicago als Sohn polnischer Einwanderer auf. Bis 1969 studierte er an der Militärakademie in West Point und spielte dort von 1966 bis 1969 Basketball unter Trainer Bobby Knight. Knights Auffassung zufolge war Krzyzewski als Spieler auf der Position des Aufbauspielers insbesondere für seine Stärken in der Verteidigung und seine gute Ballbehandlung bekannt. Er habe von Knight insbesondere dessen Spielvorbereitungen und dessen Leidenschaft für die Sportart mitgenommen, erinnerte sich Krzyzewski später.

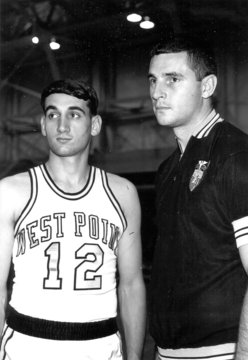
Krzyzewski (links) in seiner Zeit als Spieler

Nach seiner Spielerkarriere diente Krzyzewski von 1969 bis 1974 in der amerikanischen Armee. Ab 1974 arbeitete er ein Jahr als Assistenztrainer an der Indiana University. Von 1976 bis 1980 kehrte er als Cheftrainer nach West Point zurück. 1980 bekam er das Trainer-Angebot von Duke und nahm an. Während der Olympischen Sommerspiele 1984 diente er unter Bobby Knight als Assistenztrainer der US-Auswahl. 1986 kamen die Blue Devils bis ins NCAA-Finale, unterlagen aber gegen Louisville.
Fünf Jahre später gewann man den Titel der NCAA Division I Basketball Championship gegen Kansas. Im Jahr darauf, 1992, gelang die Titelverteidigung. Dieser Erfolg war etwas, das zuletzt der UCLA unter John Wooden 1973 gelungen war. Der Starspieler der Blue Devils, Christian Laettner, war bei den Olympischen Spielen in Barcelona der einzige College-Spieler im Dream Team um Michael Jordan, Larry Bird und Magic Johnson. Krzyzewski gehörte als Co-Trainer zum Stab der US-Auswahl bei den Spielen in Barcelona.
2001 gewann Krzyzewski mit Duke seinen dritten NCAA-Titel. Im selben Jahr wurde er in die Naismith Memorial Basketball Hall of Fame aufgenommen, die College-Basketball Hall of Fame und die FIBA Hall of Fame folgten 2006 und 2025. Am 15. November 2001 gewann er sein 903. Spiel als Collegetrainer und wurde damit der siegreichste Trainer in der Geschichte der ersten NCAA-Division, indem er die bisherige Bestmarke seines ehemaligen Trainers Bobby Knight verbesserte. Mehrfach versuchten Profiteams, Krzyzewski abzuwerben, zuletzt 2004 die Los Angeles Lakers, die ihn als Nachfolger von Phil Jackson einstellen wollten. Krzyzewski lehnte ab und blieb Duke treu. Dort hatte er seinerzeit einen Vertrag bis 2011.
Im Sommer 2006 wurde Krzyzewski auch Coach der US-Nationalmannschaft. Bei der Weltmeisterschaft 2006 verlor die Mannschaft im Halbfinale gegen Griechenland, Krzyzewski sprach später vom schlimmsten Tag seines Trainerlebens. Nach dem Halbfinalaus führte er die USA im Spiel um den dritten Platz zur Bronzemedaille. Bei der Amerikameisterschaft im Sommer 2007 gewann er mit der Nationalmannschaft die Goldmedaille und blieb während des gesamten Turniers ohne Niederlage, womit sich die USA für die Teilnahme am olympischen Turnier 2008 in Peking qualifizierten.
Die USA gewannen souverän alle Spiele des Turniers der Olympischen Sommerspiele 2008 und errangen damit erstmals seit Sydney 2000 wieder die olympische Basketball-Goldmedaille.
2010 führte Krzyzewski Duke zum Sieg in den Final Four, wo sich die Duke Blue Devils im Endspiel gegen die Butler University durchsetzen konnten und damit NCAA-Meister 2010 wurden. Zudem holte er mit den USA bei der Basketball-Weltmeisterschaft in der Türkei den Titel. 2011 wurde Krzyzewski von der Zeitschrift Sports Illustrated zum Sportler des Jahres gewählt. 2012 gelang der US-Nationalmannschaft unter Krzyzewski erfolgreich die Titelverteidigung bei den Olympischen Sommerspielen 2012. 2014 gewann er mit dem US-Team die Basketball-Weltmeisterschaft 2014 in Spanien und verteidigte somit ebenfalls den Titel.

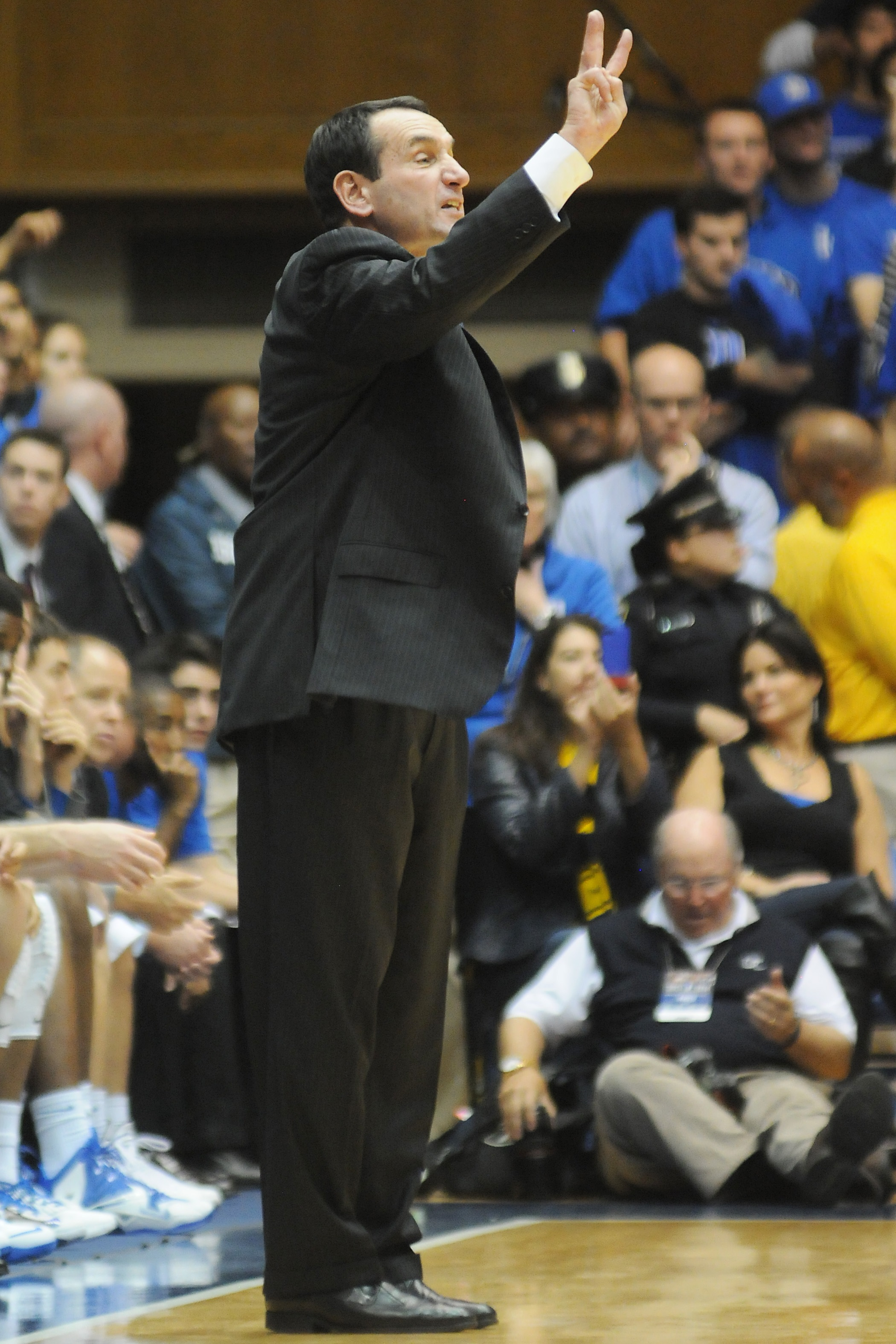
Krzyzewski im Jahr 2013

Am 25. Januar 2015 gewann Krzyzewski mit Duke sein 1000. Spiel. Er wurde damit der erste Trainer der ersten NCAA-Division, der die 1000-Siegesmarke durchbrach. Im gleichen Jahr führte er die Blue Devils zu seiner fünften NCAA-Meisterschaft, im Endspiel bezwang man die University of Wisconsin. Damit wurde Krzyzewski mit fünf College-Meisterschaften nach John Wooden (10) der erfolgreichste Trainer in der Geschichte des US-College-Basketballs.
2016 verteidigte er mit der US-Nationalmannschaft die Goldmedaille bei den Olympischen Sommerspielen 2016 in Rio. Nach dem Turnier legte Krzyzewski sein Amt als Nationaltrainer wie angekündigt nieder. Sein Nachfolger wurde der Trainer der San Antonio Spurs, Gregg Popovich.
Einem Bericht der Zeitung USA Today aus dem März 2018 zufolge war Krzyzewski im Jahr 2018 mit einem Gehalt in Höhe von rund 8,9 Millionen US-Dollar der Trainer im US-College-Basketball mit dem höchsten Lohn. Als im Juni 2019 mit Zion Williamson, R. J. Barrett sowie Cam Reddish drei von Krzyzewskis Schützlingen in der ersten Runde des NBA-Draftverfahrens ausgewählt wurden, schloss Duke in dieser Hinsicht zur University of Florida auf, der es als erster Hochschule gelungen war, drei Spieler in einem NBA-Draft unter den ersten Zehn zu platzieren. Insgesamt waren bis dahin in Krzyzewskis Zeit als Duke-Trainer, den NBA-Draft 2019 inbegriffen, 41 seiner Schützlinge in der ersten Runde des Verfahrens von NBA-Mannschaften ausgesucht worden, was den Höchstwert aller Trainer in der NCAA-Geschichte bedeutet. Im Juni 2021 kündigte Krzyzewski an, seine Trainerlaufbahn nach dem Abschluss der Saison 2021/22 zu beenden. Als sein Nachfolger wurde Jon Scheyer berufen, der von 2006 bis 2010 an der Duke University unter Krzyzewski spielte. Am 2. April 2022 endete seine Trainerkarriere durch die Niederlage von Duke gegen den Rivalen der University of North Carolina at Chapel Hill im Halbfinale des Final Fours. In seinen 42 Jahren bei Duke gewann seine Mannschaft insgesamt 1202 Spiele.

## Erfolge
Krzyzewski gehört zu den erfolgreichsten Trainern in der amerikanischen Basketballgeschichte, obwohl er nie in der NBA trainiert hat. Allerdings hatten viele seiner Schützlinge erfolgreiche Karrieren in der NBA. Einige der bekanntesten Spieler die in seiner 42-jährigen Trainerkarriere in der NBA erfolgreich waren oder sind, sind Danny Ferry, Christian Laettner, Grant Hill, Shane Battier, Carlos Boozer, Luol Deng, Mike Dunleavy Jr., J. J. Redick, Corey Maggette, Elton Brand, Kyrie Irving, Brandon Ingram, Jayson Tatum und Zion Williamson.
Er gewann mit der Duke University fünf nationale NCAA-Meisterschaften, erreichte dabei 13-mal das Final-Four und gewann 15-mal die ACC-Meisterschaft. Als Trainer der US-Nationalmannschaft gewann er 2008, 2012 und 2016 olympisches Gold sowie 2010 und 2014 die Basketballweltmeisterschaft.